# منوت اواس
منوت اواس (انگلیسی: MenuetOS) نام سیستم عاملی با هسته یکپارچه قبضه کننده، لحظه‌ای (شامل راه‌اندازهای ویدئویی) و نوشته شده به زبان اسمبلی در محیط FASM و در دسترس برای پلتفرم‌های اکس۸۶ و آی‌ای-۳۲ می‌باشد. این سیستم عامل هم‌اکنون قدرت استفاده به عنوان یک سیستم عامل دسکتاپ را کمابیش دارد در حالی که بر روی یک فلاپی قابل پیاده سازیست و در یک کامپیوتر با فرکانس پردازنده ۲۰۰ مگاهرتز در ۵ ثانیه بالا می‌آید.
نسخه ۶۴-بیتی این سیستم عامل برای استفاده آزاد است اما کد آن توزیع نمی‌شود.